# 極東経済地区
極東経済地区 (きょくとうけいざいちく、ロシア語: Дальневосто́чный экономи́ческий райо́н/Dalnevostochny ekonomichesky rayon)はロシアの12の経済地区の1つである。
2010年の人口は630万人(4.4%)。
2008年の国内総生産の4%を占める。

極東経済地区の位置

太平洋に面する。主要都市はコムソモリスク・ナ・アムーレ、ハバロフスク、ヤクーツク、ウラジオストクである。機械、材木、漁業、狩猟、毛皮産業が盛んである。シベリア鉄道はアムール川とウスリー川沿いに走り、ウラジオストクが終点である。

## 行政区画
- アムール州
- チュクチ自治管区
- ユダヤ自治州
- カムチャツカ地方
- ハバロフスク地方
- マガダン州
- 沿海地方
- サハ共和国
- サハリン州